# 布尔特 (厄尔省)
布尔特（法語：Bourth，法語發音：[buʁt]）是法国厄尔省的一个市镇，属于贝尔奈区。

## 地理
布尔特（48°46'12"N, 0°48'27"E）面积18.63 平方千米，位于法国诺曼底大区厄尔省，该省份为法国北部内陆省份，北起滨海塞纳省，西接奧恩省和卡爾瓦多斯省，南至厄尔-卢瓦省，东临瓦兹省、瓦兹河谷省和伊夫林省。
与布尔特接壤的市镇（或旧市镇、城区）包括：莱巴里勒、谢斯迪约迪泰伊、谢龙维利耶、古尔奈勒盖兰、芒德尔、阿夫尔河和伊通河畔韦尔讷伊。

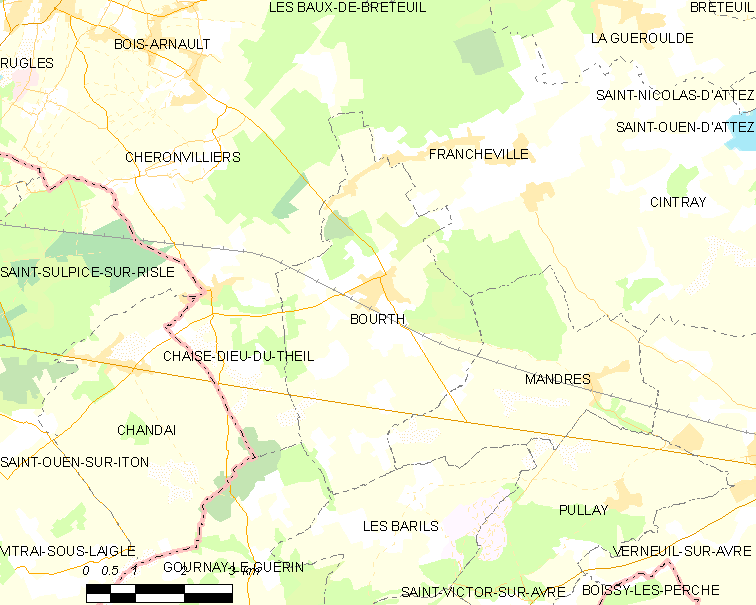
的OSM定位图

布尔特的时区为UTC+01:00、UTC+02:00（夏令时）。

## 行政
布尔特的邮政编码为27580，INSEE市镇编码为27108。

## 政治
布尔特所属的省级选区为阿夫尔河和伊通河畔韦尔讷伊县。

## 人口

1962-2008年间人口变化图示

布尔特于2022年1月1日时的人口数量为1166人。